# 엠젠솔루션
엠젠솔루션(Mgen Solutions Co. Ltd.)은 대한민국의 의료기기 기업이다. 1997년 6월에 코스닥 시장에 상장하였다.

## 연혁
1973년 9월 일본 전연산업주식회사와 합작계약을 체결해 설립한 대신전연이란 이름으로 창업하여 30년 동안 큰 변화 없이 TV VTR 등에 쓰이는 트랜스포머와 코일 등을 생산 해오다 2000년 5월에는 지이티로 상호 변경 후 휴대폰용 배터리팩 제조업체인 P&K를 합병하였고, 이후 레이져 프린터 카트리지(현상기)를 제조하던 에스인포텍(옛 성우프린텍)이 지이티를 합병하여 상호가 변경되었으며, 지아이블루, 엠젠플러스, 비엔지티(BNGT)에서 현재의 엠젠솔루션으로 이름을 변경하였다. 상장 폐지 위기와 대주주 손바뀜 등을 겪였다.

## 제품
ICT사업, BIO사업, 헬스케어사업, 식료품사업 등

## 기술
인간 인슐린을 분비하는 췌도이식용 돼지

## 거래 정지
2019년 11월 주권매매 거래가 정지되었고 2021년 5월 한국거래소 기업심사위원회에서 '상장폐지' 의결을 받았다 대표이사가 회사자금을 횡령해 차명 대출금 상환에 사용한 것을 거래처 대금으로 허위 계상했고 보유 중인 자사주를 대표이사 채무에 대한 담보로 제공한 사실을 '특수관계자 거래' 주석에 기재하지 않았으며 회계처리 정상화 과정에서 5년 연속 영업손실(별도 기준)을 기록하였다.
상폐를 막기 위해 엠젠플러스의 소액주주협의회이 법무법인과 법률자문계약을 체결하고 나섰었다

## 유상 증자
해외공장 증설 투자 재원을 위해 주주배정 유상증자를 추진하고 있다. 상상인증권을 주관사로 1164원에 주주배정후 실권주 일반공모 청약자를 대상으로 주주배정 유상증자를 실시한 결과 7만1514.44%의 청약률을 기록했다

## 같이 보기
- 프린터
- 유니컴넷
- 셀루메드

## 참고문헌
1. ↑  김소현, 한국IR협의회 기술분석보고서-엠젠솔루션, 2023년 11월 2일
2. ↑  코스닥시장 등록 추진 대신전연등 5개사 29,30일 주식공개입찰, 중앙일보, 1997-05-21
3. ↑  지이티, 합병으로 사업구조 변신 성공, 매일경제, 2001-03-15
4. ↑  임동욱, 에스인포텍,성장성 기대 '매수'-대신證, 2005.5.18
5. ↑  전설리, 지이티, 감자..사명 `에스인포텍`으로 변경, 이데일리, 2004-05-27
6. ↑  김효진, 에스인포텍, '지아이블루'로 상호 변경, 한국경제, 2010-03-26
7. ↑  이현승, 지아이블루, 회사명 엠젠플러스로 변경, 조선비즈, 2015-03-26
8. ↑  비엔지티, 주식회사 엠젠솔루션으로 상호변경 예정, 매일경제, 2023.03.24
9. ↑  정유현, 엠젠솔루션, 주주 힘 빌려 성장 동력 확보, 더벨, 2023년 10월 16일
10. ↑  임주희, 황선중, 간판 바꾼 엠젠플러스, 시장 신뢰 되찾을까, 더벨, 2021년 11월 23일
11. ↑  신동진, 한국IR협의회 기술분석보고서 엠젠플러스, 2019-11-21
12. ↑  전상용, 토러스투자증권 분석보고서, 2019년 1월 28일, 엠젠플러스
13. ↑  유한새, BNGT, 거래재개 첫날 '하한가'…형지I&C 등 3개 종목 '상한가', 뉴스웍스, 2022-10-26
14. ↑  사명 변경만 무려 5번···실적 개선으로 위기 극복?, 뉴스웨이, 2022-05-26
15. ↑  류은혁, '상폐 위기' 엠젠플러스, 소액주주 직접 나선다…법률자문 계약 체결, 한경닷컴, 2021.06.21
16. ↑  정유현, '대주주 40% 청약' 엠젠솔루션, 지배력 약화 불가피, 더벨, 2023년 10월 17일
17. ↑  김세연, 엠젠솔루션, 유상증자 나선다...145.5억 규모, 탑데일리, 2023-10-10
18. ↑  이은정, 엠젠솔루션, 유상증자 청약률 7만1514.44%, 이데일리, 2023-12-21